# رود یرموک
 رود یرموک رودی است به رود اردن می‌ریزد و مهمترین منبع تامین آب رود اردن می باشد. این رود از کشور اردن می‌گذرد.